# Million Dollar Abie
Million Dollar Abie, llamado El Abuelo del millón de dólares en Latinoamérica y Million Dollar Abie en España, es el episodio número dieciséis de la decimoséptima temporada de la serie animada Los Simpson, emitida originalmente el 2 de abril de 2006 y el 29 de octubre de 2006 en Hispanoamérica. El episodio fue escrito por Tim Long y dirigido por Steven Dean Moore. Rob Reiner fue la estrella invitada. En este episodio, el Abuelo se hace famoso como torero, algo a lo que Lisa se opone vehementemente.

## Sinopsis
La historia comienza cuando Los Simpson escuchan por televisión que el comisionado del Fútbol americano profesional ampliará la liga y asignará un equipo a una afortunada ciudad. Por supuesto esa afortunada ciudad no será la de ellos, pero Homer se niega a pensar eso y se dispone a conseguir la franquicia (la familia piensa que fracasará). Luego de una semana, Homer termina su proyecto: un nuevo equipo fútbol profesional llamado la Fusión Accidental de Springfield (Springfield Meltdowns), y la maqueta de un nuevo estadio. 

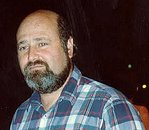
Rob Reiner es quien dirige el vídeo de Los Ángeles para intentar conseguir la franquicia.

Mientras tanto en las oficinas del fútbol profesional se debate quién va a ser la ciudad ganadora, las candidatas son Springfield y Los Ángeles. Esta última graba un video difamando totalmente a Springfield, diciendo que sólo tienen a Apu y que reciben basura de otras ciudades, en resumen unos totales perdedores. Pese a todo Springfield resulta ganadora, y espera pacientemente la llegada del comisionado para firmar los contratos necesarios para convertir a la ciudad en el nuevo hogar del equipo. En honor al comisionado Bud Armstrong la ciudad fue pintada con los colores del equipo y cambiaron los nombres de las calles, debido a esto el Bud se pierde y va a parar a la casa de Los Simpson. En la casa es atendido por Abraham que se ve influido por un programa de televisión que cuenta como los criminales atacan a ancianos, el abuelo piensa que el comisionado es un delincuente y lo ataca. En consecuencia se cancela el proyecto del equipo de fútbol americano, y el abuelo es despreciado por todos. Este decide cometer eutanasia con un 
doctor llamado Egoyan, pero en el último momento aparece la policía diciendo que la ley de homicidio asistido fue rechazada, y además el abuelo se arrepiente y dice que quiere vivir sus últimos momentos de vida sin temor alguno.   
Entretanto en el ayuntamiento se discute los usos posibles del nuevo estadio, al final es elegido para que se realicen las Corridas de toros (por supuesto Lisa se opone a la matanza de ellos). Con la ausencia de un matador, el abuelo se ofrece para cumplir esa función. Rápidamente él se hace famoso, y pasa a ser odiado por Lisa que le pide encarecidamente que renuncie a las corridas, pero él se niega a hacerlo (aunque las palabras de Lisa le generan un dilema moral). El episodio finaliza cuando el abuelo libera a los toros y se reconcilia con su nieta.

### Créditos
En una escena en blanco y negro que parodia a la película Buenas noches, y buena suerte, Abraham Simpson revela nombres de personas que pertenecieron al partido comunista. Entre ellos se encuentran Iósif Stalin, John DiMaggio, el Pato Lucas  y su hermano Bill.